# Kim Bodnia
Kim Bodnia (ur. 12 kwietnia 1965 w Kopenhadze) – duński aktor, scenarzysta i reżyser.

## Życiorys

### Wczesne lata
Urodził się w Kopenhadze i dorastał w Espergærde. Pochodzi z rodziny Żydów aszkenazyjskich pochodzących z terenów Polski i Rosji. Jako dziecko był niechętny do nauki. Jego głównym zainteresowaniem była lekkoatletyka, a szczególnie bieg na 100 metrów i skok w dal, w których przez kilka lat był młodzieżowym mistrzem Zelandii. Początkowo chciał zostać bramkarzem piłki nożnej, ale kontuzja stopy uniemożliwiła mu kontynuowanie sportowej kariery. Jako student Espergærde Ungdomsskole Bodnia dołączył do grupy teatralnej, występując głównie w rolach komicznych. Gdy miał 16 lat, jego matka zaproponowała mu ubieganie się o miejsce w Duńskiej Narodowej Szkole Teatru i Tańca Współczesnego. Jego pierwsza aplikacja nie powiodła się, ale uzyskał wpis w swojej drugiej próbie rok później w 1987.

### Kariera
Debiutował na ekranie w niewielkiej roli bramkarza w dramacie Otchłań wolności (En afgrund af frihed, 1989). Jedną z jego pierwszych ról po ukończeniu studiów w 1991 był Patrick Bateman w scenicznej wersji American Psycho, a następnie często był obsadzany w rolach brutali. Jego pierwszą główną rolą była postać Samsona w filmie krótkometrażowym Bulldozer (1993) w reżyserii Marii Sødahl. Za rolę Jensa Christiana Arnkiela w dreszczowcu Nocny strażnik (Nattevagten, 1994) z Nikolajem Costerem-Waldau otrzymał nagrodę Roberta. Jako Jørgen Buhl w dramacie kryminalnym Strasznie szczęśliwi (Frygtelig Lykkelig, 2008) na podstawie powieści Erlinga Jepsen zdobył nagrodę Bodil w kategorii najlepszy aktor drugoplanowy. 
W latach 2011–2013 występował w roli detektywa Martina Rohde w nagradzanym serialu Most nad Sundem, gdzie partnerował Sofii Helin. Pojawił się we wszystkich 20 odcinkach pierwszych dwóch sezonów. W trzeciej serii zastąpił go Thure Lindhardt. Rola Konstantina Wasiliewa w serialu Obsesja Eve (Killing Eve, 2018-2020) przyniosła mu w 2019 nominację do Nagrody BAFTA.

## Życie prywatne
Był dwukrotnie żonaty, najpierw z aktorką Lotte Andersen, z którą ma syna, a w 2013 ożenił się z aktorką Rikke Louise Andersson, z którą ma dwóch synów i córkę.

## Filmografia

### Filmy
- 1994: Nocny strażnik jako Jens
- 2008: Serena jako Abe Hermann
- 2009: Klątwa czarownicy wikingów jako Harald Blåtand
- 2010: W lepszym świecie jako Lars
- 2012: Wesele w Sorrento jako Leif
- 2025: F1 jako Kaspar

### Seriale
- 2007: The Killing jako Bülow
- 2010: Komisarz Winter jako Benny
- 2011: Zabójcy jako Jakov
- 2011–2013: Most nad Sundem jako Martin Rohde
- 2018–2022: Obsesja Eve jako Konstantin Wasiliew
- 2021: Wiedźmin jako Vesemir (2 sezon)